# 褐石斑魚
褐石斑魚（学名：Epinephelus brunneus），又稱泥斑、雙牙仔、雲紋石斑魚、福石斑鱼，為輻鰭魚綱鱸形目鱸亞目鮨科的其中一種。

## 特徵
成魚深灰褐色，身體佈滿淡灰色小點並匯聚成橫紋，構成斑駁的圖案。幼魚的身體淡黃褐色，有六條不規則的深褐色斜紋，背鰭硬棘11枚；背鰭軟條13-15枚；臀鰭硬棘3枚；臀鰭軟條8枚，體長可達128公分。

## 棲息環境
生活在水深20-200公尺的岩礁及泥底海域。幼魚出沒於淺水區，屬肉食性。

## 分佈
中國，日本，台灣，韓國，菲律賓以及越南海域。

## 經濟利用
可作為食用魚、觀賞魚及遊釣魚。